# Bilina
Bilina je lokalitet na području Bukovice, zapadno od Knina, gdje je u prvoj polovici 16. stoljeća Bartol Drašković iz stare plemićke obitelji Drašković imao posjed s dvorcem.
Dana 5. veljače 1525. u tom je obiteljskom dvorcu rođen Bartolov najstariji sin, budući hrvatski ban, biskup i kardinal Juraj II. Drašković, a najvjerojatnije i njegova braća Gašpar i Ivan.
Zbog opasnosti od turskih prodora, Bartol napušta svoju postojbinu Bilinu i odlazi sa svojom obitelji u sigurnije krajeve, prema sjeverozapadu Hrvatske. Oko pola stoljeća nakon toga, dobivši novi matični posjed - Trakošćan, Draškovići od Biline postali su Draškovići Trakošćanski. 